# Magón (escritor)
Magón fue un escritor agronómico cartaginés, de fecha de nacimiento desconocida, que escribió un extenso trabajo sobre agricultura en lenguaje púnico.

## Obra
Este trabajo es frecuentemente mencionado por autores romanos, otorgándole la máxima recomendación. Es recomendado incluso por Columela, padre de la agricultura. Se desconoce la fecha de publicación de dicha obra, así como la mayor parte de los detalles sobre la vida del autor, excepto que se trataba de un hombre distinguido en Cartago y que había asumido importantes mandos militares.
Su tratado estaba escrito en veintiocho libros y comprendía todas las ramas de la agricultura. Tan grande fue su reputación en Roma que, tras la destrucción de Cartago, cuando las librerías de la ciudad fueron redistribuidas entre los diferentes nobles númidas, se hizo una excepción con este trabajo. El Senado romano ordenó su traducción al latín por estudiosos competentes, a la cabeza de los cuales se encontraba Décimo Junio Silano, escritor romano del siglo II a. C.. Posteriormente traducido y adaptado al griego por Casio Dionisio de Útica. En este idioma fue resumido por Diófanes de Nicea en seis libros, quien dedicó la obra al rey Diotaro.
Sus preceptos sobre la agricultura eran invocados constantemente por los escritores romanos Marco Terencio Varrón, Columela y Rutilio Tauro Emiliano Paladio, al igual que Plinio el Viejo. A su trabajo también alude Cicerón en términos que implican su reputación sobre la materia de la que trata.
Es obvio que Magón habría sido, si no fuera de origen amazig (bereber), por lo menos hablante del idioma amazig. Escribir sobre las prácticas agrícolas y veterinarias de los campesinos locales, todos hablantes de amazig en aquella época, habría sido imposible sin el perfecto conocimiento de esa lengua.[cita requerida]
Se dice que el comienzo de su obra empezaba con el consejo:

Si un hombre va a establecerse en el campo, debería comenzar por vender su casa en la ciudad

Todos los pasajes de escritores romanos en que se menciona la obra de Magón han sido recopilados por Arnold Hermann Ludwig Heeren.